# Cordyla toraia
Cordyla toraia är en tvåvingeart som beskrevs av Olavi Kurina 2005. Cordyla toraia ingår i släktet Cordyla och familjen svampmyggor. Inga underarter finns listade i Catalogue of Life.